# Бриџтаун Норт (Охајо)
Бриџтаун Норт (енгл. Bridgetown North) град је у америчкој савезној држави Охајо.

## Демографија
По попису из 2000. године број становника је 12.569.
| Група             | 2000.          | 2010.    |
| Белци             | 12.337 (98,2%) | 0 (0,0%) |
| Афроамериканци    | 45 (0,4%)      | 0 (0,0%) |
| Азијати           | 66 (0,5%)      | 0 (0,0%) |
| Хиспаноамериканци | 63 (0,5%)      | 0 (0,0%) |
| Укупно            | 12.569         | 0        |